# مارگارت ورتهایم

 مارگارت ورتهایم (انگلیسی: Margaret Wertheim؛ زاده ۱۹۵۸) یک فیزیک‌دان اهل استرالیا است.